# TV・局中法度!
『TV・局中法度!』（テレビ・きょくちゅうはっと）は、2012年10月6日から2013年3月23日まで、独立局で放送されたバラエティ番組である。

## 概要
これまで、テレビ神奈川（tvk）・千葉テレビ放送（チバテレ）・テレビ埼玉（テレ玉）・サンテレビジョン（サンテレビ）では、歴史をテーマした番組として『戦国鍋TV 〜なんとなく歴史が学べる映像〜』（以下『戦国鍋』と表記、2010年4月 - 2011年9月および2012年4月 - 9月）・『戦国★男士』（2011年10月 - 2012年3月）を制作してきた。当番組はそれらに続く歴史バラエティ番組として、4局共同制作で放送される。全23回（2クール）の放送。
『戦国鍋』『戦国★男士』では主に戦国時代を扱ってきたが、当番組では主に幕末を扱い、新撰組（局中法度）を面白く覚えられるバラエティ番組として放送している。ただし一部コーナーでは飛鳥時代・平安時代・戦国時代・幕末以外の江戸時代を扱うものがある。
総合プロデューサーは『戦国鍋』で制作総指揮であった大月俊倫が担当するが、その他ほとんどの『戦国鍋』スタッフは、共同制作4局のプロデューサーやtvkのweb制作担当などを除けば、当番組に全く関与していない。
出演者は近藤勇役の石塚英彦（ホンジャマカ）やD2メンバーなどのワタナベエンターテインメント所属者が中心となっている。また、土方歳三役として、上記4局等が共同制作した『幼獣マメシバ』シリーズで主演を務めた佐藤二朗が出演する。

## 主要出演者
出演者は基本的にワタナベエンターテインメント所属である。ワタナベエンターテインメント以外の所属芸能人については斜体字で記載する。なお、後述する「局中音楽館」のみ、配役が下記と異なる（「御法度BOYS」は除く）。
- 近藤勇 - 石塚英彦（ホンジャマカ）
- 土方歳三 - 佐藤二朗
- D2メンバー
  - 沖田総司 - 阿久津愼太郎
  - 永倉新八 - 池岡亮介
  - 斎藤一 - 山田裕貴
  - 藤堂平助 - 陳内将
  - 原田左之助 - 近江陽一郎
  - 武田観柳斎 - 三津谷亮
  - 松原忠司 - 荒井敦史
  - 近藤周平 - 西井幸人
  - 服部武雄 - 山口賢貴
  - 安藤早太郎 - 土屋シオン
  - 加納惣三郎 - 志尊淳
  - 楠小十郎 - 上鶴徹
  - 山野八十八 - 前山剛久
  - 馬詰柳太郎 - 根岸拓哉
  - 馬越三郎 - 大久保祥太郎
  - 佐々木愛次郎 - 白又敦
- ナレーション（「戦国の拳」「城熱大陸」は除く） - 関智一

## 主なコーナー
主要出演者同様、ワタナベエンターテインメント以外の所属芸能人については斜体字で表記する。

### 新撰組 〜誠の書〜
ドラマコーナー。新撰組の史実に基づいた時代劇になっていて、各隊士のエピソードや逸話を紹介している。基本的には、D2メンバーのみが出演するパートと、近藤・土方（石塚・佐藤二朗）のみが出演するパートに分かれている。下記は、上記主要出演者以外の出演者を示している。
毎回放送されているが、第22回放送のみ行わず、最終回（第23回）で2話分放送した。
- 三浦啓之助（第1話） - 堀内健（ネプチューン）
- 土佐弁の入隊志願者（第1話） - 和田正人[3]
風貌は坂本龍馬に似ているが、龍馬とは別人である
- 薩摩弁の入隊志願者（第1話） - すわいつ郎[4]
風貌は西郷隆盛に似ているが、西郷とは別人である
- 松本良順（第7話） - ミッキー・カーチス
- 山南敬助（第9話、第18話-第20話） - 大熊ひろたか[5]（シャカ）
- 桂小五郎（第14話） - ふかわりょう
- 神崎一二三（第16話） - 牧田哲也
- 河合耆三郎（第16話） - 三上真史
- 京都見廻組（第19話・第20話）
  - 佐々木只三郎 - コン・テユ
  - 見廻組隊員 - 市山英貴、内ヶ崎ツトム、栄島智、日下雄一郎
- 伊東甲子太郎（第21話） - 杉崎真宏
- 土佐藩出身の仕立屋「坂本サブロウ」（第22話） - 板尾創路（130R）
風貌は坂本龍馬に似ているが、龍馬とは別人である
- 写真屋（第23話） - 中村昌也

### 局中音楽館
歌謡コーナー。ほとんどが新撰組関連のユニットであるが、配役は「御法度BOYS」を除き、本編とは異なりシャッフルしている。登場時期は、最早放送局であるtvk・チバテレ同時ネットの放送日を基準とする。
番宣を兼ねて、番組本放送期間中、局中音楽館だけを切り出した番組を編成した局がある。
- tvk：『tvk weather report』において、番宣を兼ねて局中音楽館の映像をバックにした天気予報を放送した[6]。
- チバテレ：「局中音楽館」の番組タイトルで、30分番組として放送。テレビショッピング枠の一部を使い放送していた。

脱☆ローニング武士メン
番組開始当初（2012年10月）から、「DAN-DARA團」と共に登場。
新撰組の隊士が集結したユニット。モーニング娘。風。曲名は「LOVE隊士」（タイトル・曲調ともに『LOVEマシーン』風）。
- 近藤勇 - 陳内将
- 芹沢鴨 - 上鶴徹
- 土方歳三 - 根岸拓哉
- 新見錦 - 志尊淳
- 山南敬助 - 大久保祥太郎
- 伊東甲子太郎 - 白又敦
- 沖田総司 - 阿久津愼太郎（通常コーナーと同じ配役）
- 永倉新八 - 荒井敦史
- 斎藤一 - 山田裕貴（通常コーナーと同じ配役）
- 松原忠司 - 山口賢貴
- 武田観柳斎 - 西井幸人
- 井上源三郎 - 近江陽一郎
- 谷三十郎 - 池岡亮介
- 藤堂平助 - 前山剛久
- 鈴木三樹三郎 - 土屋シオン
- 原田左之助 - 三津谷亮

DAN-DARA團
番組開始当初（2012年10月）から、「脱☆ローニング武士メン」と共に登場。
池田屋事件に関わった人物がユニットを組んだ。氣志團風。曲名は「One Night 改めである!」（タイトル・曲調ともに『One Night Carnival』風）。
- 近藤勇 - 陳内将
- 沖田総司 - 阿久津愼太郎（通常コーナーと同じ配役）
- 藤堂平助 - 志尊淳
- 永倉新八 - 近江陽一郎
- 武田観柳斎 - 白又敦
- 土方歳三 - 山口賢貴
- 斎藤一 - 前山剛久
- 原田左之助 - 根岸拓哉

you too
2012年11月より「勇と歳三からの総司と左之助、ときどき黒猫」と共に登場。
倒幕運動で活躍した武士3人によるユニット。ゆず風。曲名は「薩長色」（タイトル・曲調ともに『夏色』風）。
- 西郷隆盛 - 山口賢貴
- 桂小五郎 - 前山剛久
- 坂本龍馬 - 荒井敦史

勇と歳三からの総司と左之助、ときどき黒猫
2012年11月より「you too」と共に登場。
新撰組隊員4人と黒猫によるユニット。薫と友樹、たまにムック。（芦田愛菜・鈴木福）風。曲名は「shuku・shuku・粛清」（タイトル・曲調ともに『マル・マル・モリ・モリ!』風）。
- 近藤勇 - 池岡亮介
- 土方歳三 - 志尊淳
- 沖田総司 - 阿久津愼太郎（通常コーナーと同じ配役）
- 原田左之助 - 西井幸人
- 黒猫 - 前山剛久

御法度BOYS
2012年11月より登場。
「脱☆ローニング武士メン」に次ぐ、新撰組隊士が集結したユニット。曲名は「だまって俺について来い」で、植木等の同名曲『だまって俺について来い』の替え歌になっている。このユニットに関しては、通常の配役と同じになっている。
最終回で、石塚と佐藤二朗が加わったスペシャルバージョンを披露し、最初で最後の「局中音楽館」出演となった。2013年ウチくる!?再放送EDに使用された。
- 近藤勇 - 石塚英彦（ホンジャマカ）（最終回のみ）
- 土方歳三 - 佐藤二朗（最終回のみ）
- 沖田総司 - 阿久津愼太郎
- 永倉新八 - 池岡亮介
- 斎藤一 - 山田裕貴
- 藤堂平助 - 陳内将
- 原田左之助 - 近江陽一郎
- 武田観柳斎 - 三津谷亮
- 松原忠司 - 荒井敦史
- 近藤周平 - 西井幸人
- 服部武雄 - 山口賢貴
- 安藤早太郎 - 土屋シオン
- 加納惣三郎 - 志尊淳
- 楠小十郎 - 上鶴徹
- 山野八十八 - 前山剛久
- 馬詰柳太郎 - 根岸拓哉
- 馬越三郎 - 大久保祥太郎
- 佐々木愛次郎 - 白又敦

逆賊扱い!新撰組ナンジャー
2013年2月より登場。
鳥羽・伏見の戦いに関わった新撰組隊員が結成した、スーパー戦隊シリーズを模したユニット。曲名は「〜鳥羽伏見WARS〜」。
- 土方歳三 - 近江陽一郎
- 原田左之助 - 山田裕貴
- 井上源三郎 - 土屋シオン
- 永倉新八 - 三津谷亮
- 斎藤一 - 陳内将

TINBU STYLE
2013年2月より登場。
甲陽鎮撫隊（こうようちんぶたい）に因んだユニット。RIP SLYME風。曲名は「走馬灯ベイベー」（タイトル・曲調ともに『楽園ベイベー』風）。
- 近藤勇 - 山田裕貴
- 土方歳三 - 上鶴徹
- 沖田総司 - 大久保祥太郎
- 斎藤一 - 池岡亮介

FUNKY谷ん家BROTHERS
2013年3月より登場。
谷家の3兄弟によるユニット。FUNKY MONKEY BABYS風。曲名は「ちっぽけに見られやすい僕ら」（タイトル・曲調ともに『ちっぽけな勇気』風）。
- 谷三十郎 - 荒井敦史
- 谷万太郎 - 三津谷亮
- 谷千三郎 - 西井幸人（通常コーナーと同じ配役）

### コントコーナー
本放送のほか、一部コントはDVDにて続編となる新作が収録されている。

#### 真柄兄弟のグルメリポート
戦国時代に朝倉氏の家臣として活躍した真柄兄弟によるグルメリポート。「太郎太刀」を振り回して戦ったという史実から、グルメリポートでは「太郎箸」というとても長い箸を持って試食する。そのため、熱い食べ物が変なところについてしまうなど、食べるのに苦労している。いわゆる「リアクション芸」を楽しむコーナーである。本放送は2回のみであるが、DVDで続編が収録されている。
- 真柄直隆 - 陳内将
- 真柄直澄 - 西井幸人

#### 新人刑事家康
後に警視庁を束ねる存在になる徳川家康が、新人刑事として活躍していた頃の様子が描かれたショートコメディ。徳川家康は幼少期に今川氏の人質にとられていたという史実から、人質に取られた女性の身代わりとなって人質犯（今川）の人質にされてしまう。
- 徳川家康刑事（新人刑事） - 阿久津愼太郎
- 松平広忠警部 - 加藤歩（ザブングル）
- 刑事A - 池岡亮介
- 刑事B（実は裏切り刑事の戸田刑事） - 荒井敦史
- 織田信秀逃走犯（第2話）→織田信秀刑事（第3話） - 山口賢貴
- 今川義元（人質犯） - 白又敦
- 人質にとられた女性 - 山室洋子
- 人質にとられた織田信広 - 西井幸人

#### 戦国寿司
繁盛していない寿司屋で、何とか店を繁盛させるために、戦国武将が実際に用いていた戦略を寿司に活用しようとする。しかし、どれも効果があるとは言い難いものばかりであり、店主に即却下されている。本放送でも6回と多く放送されたが、DVDでも続編が収録されている。
- ノブ - 和田正人
- ヒデ - 陳内将
- ヤス - 牧田哲也
- 店主 - ゴルゴ松本（TIM）

#### 伊達政宗謝罪会見
伊達政宗にあらゆる不祥事や疑惑が生じたため、死に装束を身にまとい都内で謝罪会見を行う。伊達の横に片倉小十郎がいて、某料亭の謝罪会見でのささやき女将の如くフォローを行う。
第1回は「伊達政宗緊急記者会見!! 語られる真実とは!?」として、小田原征伐遅刻に対する謝罪会見が行われた。第2回は「伊達政宗またもや緊急謝罪会見!! 度重なる騒動の真相は!?」として、葛西大崎一揆に対する謝罪会見が行われ、このときは死に装束に十字架を背負っての登場となった。
- 伊達政宗 - 山田裕貴
- 片倉小十郎 - 三上真史
- 豊臣秀吉 - 陳内将
- 秀吉の秘書 - 宮崎秋人

#### フリーター高虎くん
チャラ男キャラでコテコテの関西弁を話す藤堂高虎が、バイトの面接に臨む。藤堂は「武士たるもの七度主君を変えねば武士とは言えぬ」という考えを持つ史実から、過去に7度も職を変えている（しかもそのほとんどが築城関連の仕事）という経歴を持っている。また、築城の設計図を2枚持参して城主に選ばせていたという史実から、面接には2通りの履歴書を持参する。その履歴書には、藤堂の住所が東京都台東区上野恩賜公園と記されている（実際に、藤堂の墓所が上野恩賜公園にある）。
- 藤堂高虎 - 前山剛久
- コンビニの店長（篠山店長）（第1回） - 杉山裕之（我が家）
- スーパーの店長（加藤嘉明店長）（第2回） - 松尾陽介（ザブングル）
- レンタルビデオ店の店長（上野店長）（第3回） - 安井順平

#### サンタがやってくる!
戦国武将（子供）の家にサンタクロースがやってくる。ベッドの横には置き手紙があり、欲しいプレゼントが書いてある。欲しいプレゼントの内容は、史実に基づいた欲しいものになっている。なお、子供を演じている子役については、特に誰かは示されていない。
- サンタクロース - ミッキー・カーチス
- 豊臣秀吉（第1回）
- 今川義元（第2回）
- 最上義光（第3回）
- 山中鹿之助（第4回）
- 石田三成（第5回）

#### 弟子っ子芸人弁慶くん
お笑い芸人の源義経（義経師匠）と、その弟子である武蔵坊弁慶（弁慶くん）によるコメディ。弁慶は道行く武士から1本ずつ太刀を集め、1,000本集めようとしていたという逸話があり、弁慶くんもテレビ局のスタッフなどから1円ずつを集めて1,000円を集めようとしている。最終回で、「母の胎内に18ヶ月いた」というネタ（これも実際の逸話）でコントをやったが、「弁慶の立ち往生」の如く無数の矢が放たれるように非難轟々に終わってしまった。
- 義経師匠 - ゴルゴ松本（TIM）
- 弁慶くん - 志尊淳
- プロデューサー - 長谷川ヨシテル（あかいらか）[7]

#### 戦国の拳
『北斗の拳』のパロディコントで、「戦国ケンザブロウ」（ケンシロウをもじったもの）が「戦国流拳法」（戦国時代に用いられた戦術そのままではなく、史実をアレンジした独自の拳法）で、数いる道場破りの面々と戦う。また、相手が繰り出す拳法に関しては、歴史に詳しいメガネ（道場の練習生）が解説する。
- 戦国ケンザブロウ - 山田裕貴
- メガネ - 川合正悟[8]（Wエンジン）
- お嬢 - 遠藤三貴
- 生類憐みのレイ（第4回） - 杉田智和（声のみ出演）
- ナレーション、道場破りの面々、島原のランオウ（第5回） - 千葉繁[9]

#### 皇子厩戸
西洋風の城に住む皇子である厩戸（後の聖徳太子）が、あらゆる人から同時に投げかけられた質問に答える。これは、聖徳太子が10人全ての話を聞き分けたという史実（伝説）に基づいている。質問は、時限爆弾の解除や開発途上のミサイルを躊躇なく打ち上げようとする、使う食材が極端に偏っていることへの愚痴（豆腐ばかりになって愚痴ったところ、今度はじゃがいもばかりになった）、チワワを飼いたいが言うことを聞かないことへの愚痴（トイプードルなどの別の犬を買ってきたり、挙句の果てに犬ですらないチクワを買ってくる）、メイドとの恋愛など多種多様である。DVDでも続編が収録されている。
- 厩戸皇子 - 志尊淳

#### 使番水野さん
豊臣秀吉の使番として活躍した水野久右衛門尉が、現代においてもあらゆる人の「伝令」を伝えるために走り回る。このコントに限り、本放送では1回しか放送されなかったが、DVDで続編が収録されている。
- 水野久右衛門尉 - 山田裕貴
- 見合いの男 - 山口賢貴
- 男の父 - 上田昌幸（ツートンカラー）
- 見合いの女 - 原リベロ（劇団シリフリ）
- 女の母 - お姉ちゃん（雷鳥）

### 城熱大陸
築城主にスポットを当てたドキュメンタリー（最終回のみ城主ではない）。城主は、城のあらゆることを、演じている芸人・アイドル自らの持ちギャグ（加藤の「カッチカチやぞ!!」等）やキャラクター（アンガールズ山根が田中に比べ地味なキャラであること）などに例えるのがお約束である。タイトルは『情熱大陸』（TBSテレビ）のパロディ。
- ナレーター - 近藤サト（元フジテレビアナウンサー）
- 第1回（松山城）
  - 城熱リポーター - 土屋シオン
  - 加藤嘉明 - 山根良顕（アンガールズ）
  - 松山城マスコットキャラクター（ゆるキャラ） - よしあきくん
- 第2回（広島城）
  - 城熱リポーター - 阿久津愼太郎
  - 福島正則 - 加藤歩（ザブングル）
- 第3回（掛川城）
  - 城熱リポーター - 西井幸人
  - 山内一豊 - 川合正悟[8]（Wエンジン）
- 第4回（久保田城）
  - 城熱リポーター - 前山剛久
  - 佐竹義宣 - 杉山裕之（我が家）
- 第5回（岩村城）
  - 城熱リポーター - 山口賢貴
  - おつやの方 - 大家志津香（AKB48）
- 第6回（金沢城）
  - 城熱リポーター - 近江陽一郎
  - 前田利家 - 中岡創一（ロッチ）
- 第7回（小田原城）
  - 城熱リポーター - 三津谷亮
  - 稲葉正勝 - 小野まじめ（クールポコ）
- 第8回（最終回）（石垣山城）
  - 城熱リポーター - 山田裕貴
  - 穴太衆 - 長谷川ヨシテル（あかいらか）[7]

## 各話リスト
放映日は制作局のうち、同時ネットを行っているtvk・チバテレ、および同日中1時間30分遅れ（正確には翌日午前0時）で放送のサンテレビでの放映日を記載（テレ玉は2日遅れで放送）。
| 話数              | 放映日 （tvk・チバテレ） | 放送されたコーナー （除：局中音楽館） | 局中音楽館                                                                       |
| ----------------- | ------------------------ | --- | -------------------------------------------------------------------------------- |
| 第1回             | 2012年10月6日            | 新撰組 〜誠の書〜（第一話：入隊志願者ゾクゾク（續々）!!） 真柄兄弟のグルメリポート（第1回：トッポギ）                                                                   | 脱☆ローニング武士メン DAN-DARA團                                                 |
| 第2回             | 2012年10月13日           | 新撰組 〜誠の書〜（第二話：池田屋からの歸宅） 新人刑事家康（第1回） | 脱☆ローニング武士メン DAN-DARA團                                                 |
| 第3回             | 2012年10月20日           | 新撰組 〜誠の書〜（第三話：魁先生!） 新人刑事家康（第2回） 城熱大陸（第1回：松山城）                                                                                    | 脱☆ローニング武士メン                                                            |
| 第4回             | 2012年10月27日           | 新撰組 〜誠の書〜（第四話：斉藤だ…） 新人刑事家康（第3回、最終回） 戦国寿司（第1回） 真柄兄弟のグルメリポート（第2回：しゃぶしゃぶ、最終回）                            | DAN-DARA團                                                                       |
| 第5回             | 2012年11月3日            | 新撰組 〜誠の書〜（第五話：武田観柳斎という男） 伊達政宗謝罪会見（第1回：小田原征伐） 戦国寿司（第2回）                                                                 | 脱☆ローニング武士メン                                                            |
| 第6回             | 2012年11月10日           | 新撰組 〜誠の書〜（第六話：饅頭か!） フリーター高虎くん（第1回：コンビニ面接）                                                                                          | you too 勇と歳三からの総司と左之助、ときどき黒猫                                 |
| 第7回             | 2012年11月17日           | 城熱大陸（第2回：広島城） 新撰組 〜誠の書〜（第七話：良順の集団回診!）                                                                                                  | 御法度BOYS                                                                       |
| 第8回             | 2012年11月24日           | サンタがやってくる!（第1回：豊臣秀吉） 戦国寿司（第3回） 新撰組 〜誠の書〜（第八話：離縁の理由） フリーター高虎くん（第2回：スーパー面接）                              | you too                                                                          |
| 第9回             | 2012年12月1日            | フリーター高虎くん（第3回：レンタルビデオ店面接、最終回） 新撰組 〜誠の書〜（第九話：組長の資質） 戦国寿司（第4回）                                                     | 勇と歳三からの総司と左之助、ときどき黒猫                                         |
| 第10回            | 2012年12月8日            | サンタがやってくる!（第2回：今川義元） 城熱大陸（第3回：掛川城） 新撰組 〜誠の書〜（第十話：弓の早太郎） サンタがやってくる!（第3回：最上義光） 戦国寿司（第5回）       | 御法度BOYS                                                                       |
| 第11回            | 2012年12月15日           | 新撰組 〜誠の書〜（第十一話：美男五人衆） 伊達政宗謝罪会見（第2回：葛西大崎一揆、最終回） 弟子っ子芸人弁慶くん（第1回）                                                 | you too                                                                          |
| 第12回            | 2012年12月22日           | サンタがやってくる!（第4回：山中鹿之助） 城熱大陸（第4回：久保田城） 新撰組 〜誠の書〜（第十二話：惣三郎のオシャレ講座） サンタがやってくる!（第5回：石田三成、最終回） | 勇と歳三からの総司と左之助、ときどき黒猫                                         |
| 第13回            | 2013年1月12日            | 新撰組 〜誠の書〜（第十三話：二刀流） 戦国の拳（第1回） 弟子っ子芸人弁慶くん（第2回、最終回）                                                                           | 脱☆ローニング武士メン                                                            |
| 第14回            | 2013年1月19日            | 新撰組 〜誠の書〜（第十四話：長州の間者） 皇子厩戸（第1回） 戦国の拳（第2回）                                                                                           | 勇と歳三からの総司と左之助、ときどき黒猫                                         |
| 第15回            | 2013年1月26日            | 城熱大陸（第5回：岩村城） 新撰組 〜誠の書〜（第十五話：人のふんどし）                                                                                                   | 勇と歳三からの総司と左之助、ときどき黒猫 you too                                 |
| 第16回            | 2013年2月2日             | 戦国の拳（第3回） 新撰組 〜誠の書〜（第十六話：集められた理由） | 御法度BOYS 勇と歳三からの総司と左之助、ときどき黒猫                              |
| 第17回            | 2013年2月9日             | 新撰組 〜誠の書〜（第十七話：新・局中法度!） 使番水野さん 城熱大陸（第6回：金沢城）                                                                                     | 逆賊扱い!新撰組ナンジャー                                                        |
| 第18回            | 2013年2月16日            | 新撰組 〜誠の書〜（第十八話：新撰組対見廻組 前編） 戦国の拳（第4回） | TINBU STYLE 御法度BOYS                                                           |
| 第19回            | 2013年2月23日            | 新撰組 〜誠の書〜（第十九話：新撰組対見廻組 中編） 城熱大陸（第7回：小田原城） 戦国寿司（第6回、最終回） 皇子厩戸（第2回）                                              | 逆賊扱い!新撰組ナンジャー                                                        |
| 第20回            | 2013年3月2日             | 新撰組 〜誠の書〜（第二十話：新撰組対見廻組 後編） 皇子厩戸（第3回） | FUNKY谷ん家BROTHERS 逆賊扱い!新撰組ナンジャー                                    |
| 第21回            | 2013年3月9日             | 城熱大陸（第8回・最終回：石垣山城） 新撰組 〜誠の書〜（第二十一話：新撰組・問答大会）                                                                                   | FUNKY谷ん家BROTHERS TINBU STYLE                                                  |
| 第22回            | 2013年3月16日            | 戦国の拳（第5回、最終回） 皇子厩戸（第4回、最終回） | DAN-DARA團 TINBU STYLE FUNKY谷ん家BROTHERS                                       |
| 第23回 （最終回） | 2013年3月23日            | 新撰組 〜誠の書〜（第二十二話：その男・坂本につき） 新撰組 〜誠の書〜（第二十三話（最終話）：写真を撮ろう）                                                             | 脱☆ローニング武士メン 御法度BOYS（石塚・佐藤二朗が加わったスペシャルバージョン） |

## スタッフ
- 演出 - 増本庄一郎、宮野敏一、城間康夫
- エグゼクティブプロデューサー - 大月俊倫
- 制作協力 - 国際放映
- 制作 - ワタナベエンターテインメント
- 制作著作 - TV・局中法度制作委員会（tvk・チバテレ・テレ玉・サンテレビ）

## ネット局
| 放送対象地域  | 放送局                          | 放送期間                       | 放送日時                          | 系列             | 備考           |
| ------------- | ------------------------------- | ------------------------------ | --------------------------------- | ---------------- | -------------- |
| 神奈川県      | テレビ神奈川 （tvk）            | 2012年10月6日 - 2013年3月23日  | 土曜 22:30 - 23:00 （同時ネット） | JAITS 共同制作局 |                |
| 千葉県        | 千葉テレビ放送 （CTC/チバテレ） | 2012年10月6日 - 2013年3月23日  | 土曜 22:30 - 23:00 （同時ネット） | JAITS 共同制作局 |                |
| 兵庫県        | サンテレビジョン （SUN-TV）     | 2012年10月6日 - 2013年3月23日  | 土曜 24:00 - 24:30                | JAITS 共同制作局 | 当日時差ネット |
| 埼玉県        | テレビ埼玉 （TVS/テレ玉）       | 2012年10月8日 - 2013年3月25日  | 月曜 23:30 - 24:00                | JAITS 共同制作局 |                |
| 岡山県 香川県 | 岡山放送 （OHK）                | 2012年10月30日 - 2013年4月16日 | 火曜 25:45 - 26:15                | フジテレビ系列   |                |
| 富山県        | 富山テレビ放送 （BBT）          | 2012年11月7日 - 2013年4月24日  | 水曜 25:45 - 26:15                | フジテレビ系列   |                |
| 静岡県        | 静岡放送 （SBS）                | 2012年11月9日 - 2013年4月26日  | 金曜 26:10 - 26:40                | TBS系列          |                |
| 北海道        | 北海道テレビ放送 （HTB）        | 2012年11月25日 - 2013年6月9日  | 日曜 26:40 - 27:10                | テレビ朝日系列   |                |
| 宮城県        | 東北放送 （TBC）                | 2013年2月10日 - 2013年7月14日  | 日曜 24:55 - 25:25                | TBS系列          |                |
| 岩手県        | IBC岩手放送 （IBC）             | 2013年3月18日 - 2013年9月1日   | 日曜 25:00 - 25:30                | TBS系列          |                |
| 中京広域圏    | 中部日本放送 （CBC）            | 2013年6月11日 - 2013年12月10日 | 火曜 25:33 - 26:03                | TBS系列          |                |
| 栃木県        | とちぎテレビ （GYT/とちテレ）   | 2013年7月1日 - 2013年12月2日   | 月曜 22:30 - 23:00                | JAITS            |                |
| 新潟県        | 新潟テレビ21 （UX）             | 2013年7月7日 - 2014年2月9日    | 日曜 25:15 - 25:45                | テレビ朝日系列   |                |
| 石川県        | 北陸朝日放送 （HAB）            | 2013年7月16日 - 2014年1月7日   | 月曜 25:55 - 26:25                | テレビ朝日系列   |                |
| 福井県        | 福井テレビジョン放送 （FTB）    | 2013年7月28日 - 2014年2月2日   | 日曜 25:05 - 25:35                | フジテレビ系列   |                |
| 広島県        | 広島テレビ放送 （HTV）          | 2014年3月7日 -                 | 金曜 25:03 - 25:33                | 日本テレビ系列   |                |
| 山形県        | 山形テレビ （YTS）              | 2014年4月1日 - 9月2日          | 火曜 24:50 - 25:20                | テレビ朝日系列   |                |
| 福岡県        | TVQ九州放送                     | 2014年4月1日 - 9月2日          | 火曜 26:05 - 26:35                | テレビ東京系列   |                |
| 大分県        | 大分朝日放送 （OAB）            | 2014年4月26日 -                | 土曜 26:15 - 26:45                | テレビ朝日系列   |                |
| 長崎県        | テレビ長崎 （KTN）              | 2014年7月3日 -                 | 木曜 25:15 - 25:45                | フジテレビ系列   |                |